# کرانی علیا
کرانی علیا، روستایی از توابع بخش مرکزی شهرستان کرمانشاه در استان کرمانشاه ایران است.

## جمعیت
این روستا در دهستان دورود فرامان قرار دارد و براساس سرشماری مرکز آمار ایران در سال ۱۳۸۵، جمعیت آن ۱۸۴ نفر (۴۰خانوار) بوده‌است. 

## زبان
مردم ساکن روستای کرانی علیا با زبان کردی کلهری تکلم می کنند.

## مذاهب
مردم روستای کرانی علیا دارای مذهب تشیع هستند.